# Dopravní značení v Polsku
Vzhled, provedení a jednotlivé dopravní značky v Polsku definuje polský zákon zvaný Nařízení o dopravních značkách a signálech (pol. Rozporządzenie w sprawie znaków i sygnałów drogowych) (Dz.U. z 2019 r. poz. 2310). V příloze 1 tohoto právního předpisu se pojednává o technických podmínkách značení, příloha dále podrobně definuje rozsah provedení a užití značení, tj. jaké mají mít značky rozměry, jaké barvy, jak moc mají odrážet světlo, kde se mají umisťovat, jaké budou na značkách použity nápisy, jaké symboly apod.
Dopravní značení v Polsku se obdobně jako v Česku dělí na svislé a vodorovné značení. Svislé značení jsou klasické kovové dopravní značky, které jsou umístěny na kovové tyči, vodorovné jsou pak symbolika namalovaná přímo na vozovce, převážně bíle, ovšem někdy i žlutě (pro účely zdůraznění) a to barvou odolnou proti oděru koly vozidel.
Polské dopravní značky jsou obecně téměř totožné s těmi v dalších zemích Evropy, což vyplývá z Vídeňské úmluvy o dopravních značkách a signálech z roku 1968. Odlišnosti polského značení od jiných Evropských spočívají v užití písma Drogowskaz, užíváním jedinečně stylizovaných symbolů, především těch znázorňujících postavy, a užitím černých symbolů na žlutém podkladu u varovných značek, kdy se v jiných zemích užívá černých symbolů na bílé podkladu.

## Dělení a provedení svislého značení
Svislé dopravní značky v Polsku jsou rozděleny do 7 skupin:
- výstražné značky (typ A) – žluté trojúhelníkové značky v červeném rámečku s černými (někdy i odlišně zbarvenými) symboly,
- zákazové značky (typ B) – bílé kulaté značky v červeném rámečku s černými (někdy i odlišně zbarvenými) symboly,
- příkazové značky (typ C) – modré kulaté značky s bílými symboly
- informační značky (typ D) – převážně obdélníkové značky s modrým či bílým pozadím a bílými, černými či odlišně zbarvenými symboly,
- směrové a obecní značky (typ E) – směrovky do místních, obecních či dálničních cílů různých barev, tvarů a provedení, které je dáno účelem a místem použití,
- doplňkové značky (typ F) – velké obdélníkové nebo čtvercové značky s modrým nebo žlutým pozadím informující o organizaci dopravy nebo varující o zákazech a nebezpečích,
- doplňkové tabulky k dopravnímu značení (typ T) – malé obdélníkové, bílé nebo žluté tabulky s černým textem nebo symbolem, umístěné pod značkou, které upřesňují její rozsah platnosti.

V závislosti na typu silnice existuje ještě pět velikostí výstražných značek, zákazových značek, příkazových značek, informačních značek a směrových a městských značek:
- obrovské (W jako wielkie) – používá se u dálničního značení,
- velké (D jako duże) – používá se na rychlostních silnicích, dvouproudých silnicích mimo zastavěné oblasti a na silnicích v zastavěných oblastech, kde rychlostní omezení překračuje 60 km/h,
- střední (S jako średnie) – používá se na křižovatkách dálnic a rychlostních silnic, na vnitrostátních, vojvodských a okresních silnicích s výjimkou směrovek,
- malé (M jako małe) – používá se na obecních silnicích a pro směrovky na okresních silnicích,
- mini (MI) – používá se na překážkových sloupcích, směrovkách a na silnicích v zastavěných oblastech, kdy je použití větších značek nemožné nebo by zhoršilo viditelnost chodců a v úzkých uličkách historických měst.

Nejběžnější velikostí svislých dopravních značek v Polsku, která je v nařízení definována jako „střední“, je v případě kulatých značek (zákazových či příkazových) kruh o průměru 80 cm, v případě trojúhelníkových (výstražných) – strana trojúhelníku o délce 90 cm, u čtvercových nebo obdélníkových (informačních) – strana čtverce, resp. kratší strana obdélníku o délce 60 cm.
Rozměry směrových a městských značek závisí na přijaté výšce písmene, typu a velikosti symbolů a také na délce a počtu zadaných místních názvů.
Aby byla zajištěna správná viditelnost a čitelnost značek, jsou plochy značek vyráběny pomocí reflexních materiálů, např. reflexních fólií. Typ použitých materiálů závisí na kategorii značené silnice. Nařízení stanoví přesné požadované činitele odrazivosti, barevné souřadnice, typ písma použitý na značkách (tvar, velikost a rozestup) a pravidla pro umístění značek (způsob připevnění, vzdálenost od silnice, vzdálenost mezi značkami, úhel rohu štítu atd.).

## Výstražné značky
| Vyobrazení | Číslo a název                                        | Význam, užití a poznámky |
| ---------- | ---------------------------------------------------- | --- |
|            | A-1: Nebezpečná zatáčka vpravo                       | Upozorňuje na nadcházející prudkou či jinak nebezpečnou zatáčku doprava. |
|            | A-2: Nebezpečná zatáčka vlevo                        | Upozorňuje na nadcházející prudkou či jinak nebezpečnou zatáčku doleva. |
|            | A-3: Dvojitá zatáčka, první vpravo                   | Upozorňuje na nadcházející prudkou či jinak nebezpečnou zatáčku doprava bezprostředně následovanou zatáčkou doleva. |
|            | A-4: Dvojitá zatáčka, první vlevo                    | Upozorňuje na nadcházející prudkou či jinak nebezpečnou zatáčku doleva bezprostředně následovanou zatáčkou doprava. |
|            | A-5: Křižovatka                                      | Upozorňuje na nadcházející křižovatku, na které není přednost určena žádnou jinou značkou, tedy platí na ni přednost zprava. |
|            | A-6a: Křižovatka s vedlejšími silnicemi z obou stran | Upozorňuje na nadcházející křižovatku, jejíž větev ve směru rovně je hlavní silnicí, na kterou se zleva i zprava napojují vedlejší silnice. |
|            | A-6b: Křižovatka s vedlejší silnicí zprava           | Upozorňuje na nadcházející křižovatku, jejíž větev ve směru rovně je hlavní silnicí, na kterou se zprava napojuje vedlejší silnice. |
|            | A-6c: Křižovatka s vedlejší silnicí zleva            | Upozorňuje na nadcházející křižovatku, jejíž větev ve směru rovně je hlavní silnicí, na kterou se zleva napojuje vedlejší silnice. |
|            | A-6d: Přípojka jednosměrné silnice zprava            | Upozorňuje na nadcházející křižovatku, jejíž větev ve směru rovně je hlavní silnicí, na kterou se zprava napojuje k ní vedoucí jednosměrná silnice. |
|            | A-6e: Přípojka jednosměrné silnice zleva             | Upozorňuje na nadcházející křižovatku, jejíž větev ve směru rovně je hlavní silnicí, na kterou se zleva napojuje k ní vedoucí jednosměrná silnice. |
|            | A-7: Dej přednost v jízdě!                           | Upozorňuje na nadcházející křižovatku, na níž je silnice, u které je značka umístěna, vedlejší silnicí, na které musí přijíždějící vozidla dát přednost případným vozidlům jedoucím po hlavní silnici.                                                                               |
|            | A-8: Kruhový objezd                                  | Upozorňuje na nadcházející kruhový objezd. Vozidla přijíždějící ke značce musí dát vozidlům na kruhovém objezdu přednost, potom se mohou zapojit do provozu na objezdu. |
|            | A-9: Železniční přejezd se závorami                  | Upozorňuje na blížící se železniční přejezd, který je vybaven bezpečnostním zařízením a závorami. |
|            | A-10: Železniční přejezd bez závor                   | Upozorňuje na blížící se nechráněný železniční přejezd, který není vybaven závorami. |
|            | A-11: Nerovnost na vozovce                           | Upozorňuje na úsek silnice, na kterém se nalézají nerovnosti, výmoly a vypukliny, které mohou ohrozit bezpečnost silničního provozu. |
|            | A-11a: Zpomalovací práh                              | Tato varianta předešlé značky upozorňuje na bezprostředně nadcházející zpomalovací práh. |
|            | A-12a: Zúžení vozovky – oboustranné                  | Upozorňuje na úsek silnice, kde se zužuje vozovka takovým způsobem, že se z obou stran zmenšuje šířka vozovky. |
|            | A-12b: Zúžení vozovky – pravostranné                 | Upozorňuje na úsek silnice, kde se zužuje vozovka takovým způsobem, že se zprava zmenšuje šířka vozovky. |
|            | A-12c: Zúžení vozovky – levostranné                  | Upozorňuje na úsek silnice, kde se zužuje vozovka takovým způsobem, že se zleva zmenšuje šířka vozovky. |
|            | A-13: Pohyblivý most                                 | Upozorňuje na nadcházející pohyblivý most. |
|            | A-14: Práce na vozovce                               | Upozorňuje na nedaleké místo, kde probíhají buďto práce přímo na vozovce nebo v její blízkost, které mohou ohrozit bezpečnost silničního provozu, či ohrozit bezpečí na nich pracujících osob. Řidiči by měli přizpůsobit rychlost dané situaci.                                     |
|            | A-15: Smýkající vozovka                              | Upozorňuje na nedaleký úsek silnice, na kterém může dojít ke smyku vozidla. Řidiči by měli přizpůsobit rychlost dané situaci. |
|            | A-16: Přechod pro chodce                             | Mimo obec upozorňuje na kterýkoliv nadcházející přechod pro chodce, v obci upozorňuje na takový přechod pro chodce, který je umístěn na nebezpečném místě (například za zatáčkou), na kterém by řidič jinak přítomnost takového přechod nepředpokládal.                              |
|            | A-17: Děti                                           | Upozorňuje na nedaleké místo, kde se ve velkém nebo často shromažďují děti (dětská hřiště, školy apod.). Pro řidiče to tak může znamenat, že nějaké z dětí může neočekávaně vběhnout do vozovky a ohrozit své či řidičovo bezpečí. Řidiči by měli přizpůsobit rychlost dané situaci. |
|            | A-18a: Hospodářská zvířata                           | Upozorňuje na nedaleké místo, kde se vyskytuje hospodářské zvířectvo. Pro řidiče to tak může znamenat, že některé zvíře může neočekávaně vběhnout do vozovky a ohrozit své či řidičovo bezpečí. Řidiči by měli přizpůsobit rychlost dané situaci.                                    |
|            | A-18b: Divoká zvěř                                   | Upozorňuje na nedaleké místo, kde se ve velkém nebo často vyskytuje divoká zvěř. Pro řidiče to tak může znamenat, že některé zvíře může neočekávaně vběhnout do vozovky a ohrozit své či řidičovo bezpečí. Řidiči by měli přizpůsobit rychlost dané situaci.                         |
|            | A-19: Boční vítr                                     | Upozorňuje řidiče na nadcházející úsek silnice, kde může nenadálý boční vítr ohrozit bezpečnost silničního provozu. |
|            | A-20: Úsek silnice s obousměrným provozem            | Upozorňuje řidiče na nadcházející úsek silnice, kde bude na rozdíl od předchozí úseku silnice probíhat obousměrný provoz. Tato značka se může vyskytovat na konci jednosměrné silnice, nebo na místě, kde se silnice s rozdělenými pruhy slučuje do jedné silnice.                   |
|            | A-21: Tramvaj                                        | Upozorňuje řidiče na nadcházející železniční přejezd s městskou dráhou (tj. tramvají). |
|            | A-22: Nebezpečné klesání                             | Upozorňuje řidiče na nadcházející úsek silnice, který klesá a na kterém je klesání vzhledem k okolnostem či sklonu pro řidiče nebezpečné. |
|            | A-23: Nebezpečné stoupání                            | Upozorňuje řidiče na nadcházející úsek silnice, který stoupá a na kterém je stoupání vzhledem k okolnostem či sklonu pro řidiče nebezpečné. |
|            | A-24: Cyklisti                                       | Upozorňuje řidiče na častý výskyt cyklistů. |
|            | A-25: Padání úlomků skály                            | Upozorňuje řidiče na úsek, ve kterém může docházet k sesuvům půdy a padání úlomků okolních skal na vozovku. |
|            | A-26: Letiště                                        | Upozorňuje řidiče na nedaleký výskyt letiště či jiného místa, kde přistávají či odkud odlétají letadla. Pro řidiče to tak může znamenat, že se nad silnicí, u které značka stojí, mohou pohybovat letadla v ne příliš velké výšce.                                                   |
|            | A-27: Nábřeží či břeh řeky                           | Upozorňuje řidiče na nedaleký výskyt nábřeží či břehu řeky, který může pro řidiče představovat nebezpečí v podobě utonutí jeho i vozidla. |
|            | A-28: Štěrk                                          | Upozorňuje řidiče na nadcházející úsek silnice, kde se volně vyskytuje velké množství štěrku, jehož odlétávající částečky by mohli ohrozit účastníky silničního provozu i případné kolemjdoucí.                                                                                      |
|            | A-29: Světelná signalizace                           | Upozorňuje řidiče na nadcházející místo, kde je provoz řízen světelnou signalizací, kterou by řidič jinak nemusel v daném místě očekávat nebo která není včas zahlédnutelná. |
|            | A-30: Jiné nebezpečí                                 | Upozorňuje řidiče na nadcházející úsek silnice či místo, ke kterému se váže specifické nebezpečí, které nelze udat jinou varovnou značkou. |
|            | A-31: Nebezpečná krajnice                            | Upozorňuje řidiče na nadcházející úsek silnice, kde se nalézá nebezpečná krajnice. Značka právoplatně existuje ve dvou provedeních, jednom, který značí nebezpečnou krajnici vpravo od vozovky, druhém, který značí naopak krajnici vlevo.                                           |
|            | A-32: Námraza na silnici                             | Upozorňuje řidiče na nadcházející úsek silnice, kde se často vyskytuje náledí. |
|            | A-33: Dopravní zácpa                                 | Upozorňuje řidiče na nadcházející úsek silnice, který trápí kolona pomalu jedoucích či stojících vozidel. |
|            | A-34: Dopravní nehoda                                | Upozorňuje řidiče na místo, kde došlo k dopravní nehodě. |

## Zákazové značky
| Vyobrazení | Číslo a název                                                                                          | Význam, užití a poznámky |
| ---------- | --- | --- |
|            | B-1: Zákaz provozu v obou směrech                                                                      | Zakazuje řidiči vjet do předem vymezeného územního celku kterýmkoliv dopravním vozidlem prostřednictvím kteréhokoliv potenciálního vjezdu. |
|            | B-2: Zákaz vjezdu                                                                                      | Zakazuje řidiči vjet prostřednictvím vjezdu, u kterého značka stojí, do předem vymezeného územního celku, nebo stranou, u které značka stojí na předem určenou silnici. |
|            | B-3: Zákaz vjezdu motorových vozidel s výjimkou jednostopých motocyklů                                 | Zakazuje řidiči motorového vozidla vjet prostřednictvím vjezdu, u kterého značka stojí, do předem vymezeného územního celku, nebo stranou, u které značka stojí na předem určenou silnici. Tento zákaz se nevztahuje na řidiče jednostopých motocyklů.                                                                                      |
|            | B-3a: Zákaz vjezdu autobusů                                                                            | Zakazuje řidiči autobusu vjet prostřednictvím vjezdu, u kterého značka stojí, do předem vymezeného územního celku, nebo stranou, u které značka stojí na předem určenou silnici. |
|            | B-4: Zákaz vjezdu motocyklů                                                                            | Zakazuje řidiči motocyklu vjet prostřednictvím vjezdu, u kterého značka stojí, do předem vymezeného územního celku, nebo stranou, u které značka stojí na předem určenou silnici. |
|            | B-5: Zákaz vjezdu těžkých nákladních vozidel                                                           | Zakazuje řidiči nákladního vozidla těžšího než 3,5 t (včetně nákladu) vjet prostřednictvím vjezdu, u kterého značka stojí, do předem vymezeného územního celku, nebo stranou, u které značka stojí na předem určenou silnici. |
|            | B-5: Zákaz vjezdu těžkých nákladních vozidel (varianta s udanou hmotností)                             | Zakazuje řidiči nákladního vozidla těžšího než je hmotnost udaná na značce (včetně nákladu) vjet prostřednictvím vjezdu, u kterého značka stojí, do předem vymezeného územního celku, nebo stranou, u které značka stojí na předem určenou silnici. V případě znázorněné značky se jedná o hmotnost šesti tun.                              |
|            | B-6: Zákaz vjezdu zemědělských traktorů a pomalu jedoucích vozidel                                     | Zakazuje řidiči traktoru či jiného vozidla se značně malou nejvyšší možnou rychlostí vjet prostřednictvím vjezdu, u kterého značka stojí, do předem vymezeného územního celku, nebo stranou, u které značka stojí na předem určenou silnici.                                                                                                |
|            | B-7: Zákaz vjezdu motorových vozidel s přívěsem                                                        | Zakazuje řidiči motorového vozidla, ke kterému je zapřažen přívěs, vjet prostřednictvím vjezdu, u kterého značka stojí, do předem vymezeného územního celku, nebo stranou, u které značka stojí na předem určenou silnici. |
|            | B-7: Zákaz vjezdu motorových vozidel s přívěsem (varianta s udanou hmotností)                          | Zakazuje řidiči motorového vozidla, ke kterému je zapřažen přívěs těžší než je hmotnost udaná na značce (včetně nákladu), vjet prostřednictvím vjezdu, u kterého značka stojí, do předem vymezeného územního celku, nebo stranou, u které značka stojí na předem určenou silnici. V případě znázorněné značky se jedná o hmotnost pěti tun. |
|            | B-8: Zákaz vjezdu koňských povozů                                                                      | Zakazuje jezdci na koni, ke kterému je zapřažen koňský povoz, vjet prostřednictvím vjezdu, u kterého značka stojí, do předem vymezeného územního celku, nebo stranou, u které značka stojí na předem určenou silnici. |
|            | B-9: Zákaz vjezdu jízdních kol                                                                         | Zakazuje cyklistům vjet prostřednictvím vjezdu, u kterého značka stojí, do předem vymezeného územního celku, nebo stranou, u které značka stojí na předem určenou silnici. |
|            | B-10: Zákaz vjezdu motocyklů                                                                           | Zakazuje řidičům motocyklů vjet prostřednictvím vjezdu, u kterého značka stojí, do předem vymezeného územního celku, nebo stranou, u které značka stojí na předem určenou silnici. |
|            | B-11: Zákaz vjezdu cyklopovozů                                                                         | Zakazuje řidičům jízdních kol, která obsahují přepravní prostor pro spolujezdce, vjet prostřednictvím vjezdu, u kterého značka stojí, do předem vymezeného územního celku, nebo stranou, u které značka stojí na předem určenou silnici. |
|            | B-12: Zákaz vjezdu ručních vozíků                                                                      | Zakazuje chodcům táhnoucím ručním vozík o dané velikosti vcházet prostřednictvím místa, u kterého značka stojí, do předem vymezeného územního celku, nebo stranou, u které značka stojí na předem určenou silnici. |
|            | B-13: Zákaz vjezdu vozidlům s výbušným či hořlavým nákladem                                            | Zakazuje řidičům, kteří přepravují ve svém vozidle výbušniny či hořlaviny, vjet prostřednictvím vjezdu, u kterého značka stojí, do předem vymezeného územního celku, nebo stranou, u které značka stojí na předem určenou silnici. |
|            | B-13a: Zákaz vjezdu vozidlům s nebezpečným nákladem                                                    | Zakazuje řidičům nákladních vozidel, která přepravují nebezpečný náklad nebo náklad podle speciálních právních předpisů, vjet prostřednictvím vjezdu, u kterého značka stojí, do předem vymezeného územního celku, nebo stranou, u které značka stojí na předem určenou silnici.                                                            |
|            | B-14: Zákaz vjezdu vozidel s nákladem, který může znečistit vodu                                       | Zakazuje řidičům nákladních vozidel, která přepravují náklad jehož únik by mohl znečistit okolní vodu, čímž by mohla vzniknout lokální katastrofa pro životní prostředí, vjet prostřednictvím vjezdu, u kterého značka stojí, do předem vymezeného územního celku, nebo stranou, u které značka stojí na předem určenou silnici.            |
|            | B-15: Zákaz vjezdu vozidel s šířkou nad udanou hodnotu v metrech                                       | Zakazuje řidičům vozidel, jejichž celková šířka přesahuje hodnotu udanou na značce, vjet prostřednictvím vjezdu, u kterého značka stojí, do předem vymezeného územního celku, nebo stranou, u které značka stojí na předem určenou silnici. V případě znázorněné značky se jedná o šířku dvou metrů.                                        |
|            | B-16: Zákaz vjezdu vozidel s výškou nad udanou hodnotu v metrech                                       | Zakazuje řidičům vozidel, jejichž celková výška přesahuje hodnotu udanou na značce, vjet prostřednictvím vjezdu, u kterého značka stojí, do předem vymezeného územního celku, nebo stranou, u které značka stojí na předem určenou silnici. V případě znázorněné značky se jedná o výšku tří a půl metrů.                                   |
|            | B-17: Zákaz vjezdu vozidel s délkou nad udanou hodnotu v metrech                                       | Zakazuje řidičům vozidel, jejichž celková délka přesahuje hodnotu udanou na značce, vjet prostřednictvím vjezdu, u kterého značka stojí, do předem vymezeného územního celku, nebo stranou, u které značka stojí na předem určenou silnici. V případě znázorněné značky se jedná o délku šesti metrů.                                       |
|            | B-18: Zákaz vjezdu pro vozidla se skutečnou celkovou hmotností vyšší než udaná hodnota v tunách        | Zakazuje řidičům vozidel, jejichž celková hmotnost včetně nákladu přesahuje hodnotu udanou na značce, vjet prostřednictvím vjezdu, u kterého značka stojí, do předem vymezeného územního celku, nebo stranou, u které značka stojí na předem určenou silnici. V případě znázorněné značky se jedná o hmotnost tří a půl tuny.               |
|            | B-19: Zákaz vjezdu pro vozidla s celkovým zatížením na jednu nápravu větším než udaná hodnota v tunách | Zakazuje řidičům vozidel, jejichž celková hmotnost nákladu na jednu nápravu přesahuje hodnotu udanou na značce, vjet prostřednictvím vjezdu, u kterého značka stojí, do předem vymezeného územního celku, nebo stranou, u které značka stojí na předem určenou silnici. V případě znázorněné značky se jedná o hmotnost deseti tun.         |
|            | B-20: Stůj                                                                                             | Přikazuje řidiči zastavit na místě u značky. V případě křižovatky dále přikazuje řidiči se rozhlédnout, dát ostatním vozidlům patřičnou přednost a následně pokračovat v jízdě. V jiných případech přikazuje řidiči vyčkat dalších příkazů od dopravní obsluhy či policie.                                                                  |
|            | B-21: Zákaz odbočení vlevo                                                                             | Zakazuje řidiči provést na nadcházející křižovatce odbočení vlevo. |
|            | B-22: Zákaz odbočení vpravo                                                                            | Zakazuje řidiči provést na nadcházející křižovatce odbočení vpravo. |
|            | B-23: Zákaz otočení se                                                                                 | Zakazuje řidiči provést na nadcházející křižovatce manévr, který by vedl k otočení se vozidla jeho následující jízdě ve směru, odkud řidič přijel. |
|            | B-24: Konec zákazu otočení se                                                                          | Oznamuje řidiči, že opouští oblast, ve které platil zákaz udaný značkou B-23 „Zákaz otočení se“. |
|            | B-25: Zákaz předjíždění                                                                                | Zakazuje řidiči předjet vozidla, která jedou před ním. |
|            | B-26: Zákaz předjíždění těžkými nákladními vozidly                                                     | Zakazuje řidiči nákladních vozidel s hmotností vyšší než 3,5 t (včetně nákladu) předjet vozidla, která jedou před ním. |
|            | B-27: Konec zákazu předjíždění                                                                         | Oznamuje řidiči, že opouští oblast, ve které platil zákaz udaný značkou B-25 „Zákaz předjíždění“. |
|            | B-28: Konec zákazu předjíždění těžkými nákladními vozidly                                              | Oznamuje řidiči, že opouští oblast, ve které platil zákaz udaný značkou B-26 „Zákaz předjíždění těžkými nákladními vozidly“. |
|            | B-29: Zákaz používání zvukových signálů                                                                | Zakazuje řidiči v následujícím úseku silnice či předem vytyčené oblasti používat zvukovou signalizaci, např. klakson. |
|            | B-30: Konec zákazu používání zvukových signálů                                                         | Oznamuje řidiči, že opouští oblast, ve které platil zákaz udaný značkou B-29 „Zákaz používání zvukových signálů“. |
|            | B-31: Přednost pro protijedoucí vozidla                                                                | Zakazuje řidiči jet silnicí dále za značku, pokud naproti jedou jiná vozidla. Těm je řidič povinen dát přednost. |
|            | B-32: Stůj! Celní kontrola!                                                                            | Přikazuje řidiči zastavit na místě u značky a vyčkat, až bude u něj provedena celní kontrola. Pod čarou je umístěn text v úředním jazyce země, do které vede silnice, u které je značka umístěna. V případě znázorněné značky je značka umístěna u silnice vedoucí do Německa, proto německý nápis Zoll.                                    |
|            | B-32a: Stůj! Hraniční kontrola!                                                                        | Přikazuje řidiči zastavit na místě u značky a vyčkat, až bude u něj provedena hraniční kontrola. Text na značce: Hraniční kontrola |
|            | B-32b: Stůj! Poškozená závora!                                                                         | Přikazuje řidiči zastavit na místě u značky, protože je nadcházející závora poničená. Text na značce: Závora poškozena |
|            | B-32c: Stůj! Poškozená signalizace!                                                                    | Přikazuje řidiči zastavit na místě u značky, protože je nadcházející světelná signalizace poničená. Text na značce: Signalizace poškozena |
|            | B-32d: Vjezd na trajekt                                                                                | Přikazuje řidiči zastavit na místě u značky a vyčkat signálu, který mu dovolí pokračovat v naloďování na trajekt. Text na značce: Vjezd na trajekt |
|            | B-32e: Stůj! Silniční kontrola!                                                                        | Přikazuje řidiči zastavit na místě u značky a vyčkat, až bude u něj provedena silniční kontrola. Text na značce: Silniční kontrola |
|            | B-32f: Stůj! Výběr poplatků!                                                                           | Přikazuje řidiči zastavit na místě u značky a vyčkat, až bude u něj vybrána částka za silniční poplatky. Text na značce: Výběr poplatků |
|            | B-33: Rychlostní omezení                                                                               | Zakazuje řidiči jet v následujícím úseku silnice rychleji než udanou rychlostí. V případě znázorněné značky se jedná o rychlost 50 km/h. |
|            | B-34: Konec rychlostního omezení                                                                       | Oznamuje řidiči, že opouští oblast, ve které platil zákaz udaný značkou B-33 „Rychlostní omezení“. |
|            | B-35: Zákaz stání                                                                                      | Zakazuje řidiči stát v předem vymezené oblasti, zastavit však pro nutné účely může. Na značce může být i textově uvedeno, pro kterou dobu je stání zakázáno. |
|            | B-36: Zákaz zastavení                                                                                  | Zakazuje řidiči zastavovat v předem vymezené oblasti, pokud není zastavení nutné z technických či bezpečnostních důvodů. Na značce může být i textově uvedeno, pro kterou dobu je stání zakázáno. |
|            | B-37: Zákaz stání v liché dny                                                                          | Zakazuje řidiči stát v předem vymezené oblasti během lichých dnů (pondělí, středa, pátek, neděle), zastavit však pro nutné účely může. |
|            | B-38: Zákaz stání v sudé dny                                                                           | Zakazuje řidiči stát v předem vymezené oblasti během sudých dnů (úterý, čtvrtek, sobota), zastavit však pro nutné účely může. |
|            | B-39: Zóna s parkovacími omezeními                                                                     | Udává řidiči omezení, která se vztahují na parkování v předem vymezené oblasti. Text na značce: Zákaz stání ve všední dny od 7:00 do 21:00 |
|            | B-40: Konec zóny s parkovacími omezeními                                                               | Udává řidiči, že opouští oblast, pro kterou byla platná značka B-39 „Zóna s parkovacími omezeními“. |
|            | B-41: Zákaz vstupu chodců                                                                              | Zakazuje chodcům vstup do předem vytyčené oblasti nebo z příslušné strany na určenou silnici. |
|            | B-42: Konec zákazů                                                                                     | Oznamuje řidiči, že opouští oblast, pro kterou platily zákazy udané ostatními zákazovými značkami. |
|            | B-43: Oblast omezené rychlosti                                                                         | Oznamuje řidiči, že vjíždí do předem vytyčené oblasti, pro kterou platí rychlostní omezení udané na značce. V případě znázorněné značky se jedná o rychlost 30 km/h. |
|            | B-44: Konec oblasti omezené rychlosti                                                                  | Oznamuje řidiči, že opouští oblast udanou značkou B-43 „Oblast omezené rychlosti“. |

Pro vytyčené oblasti a silnice, kam je zakázán vjezd více různých typů vozidel lze použít jednu značku rozdělenou buďto na polovinu či třetinu, na které je do každé takové části umístěn jeden symbol reprezentující typ vozidla, který má vjezd zakázán.

## Příkazové značky
| Vyobrazení | Číslo a název                                                         | Význam, užití a poznámky |
| ---------- | --------------------------------------------------------------------- | --- |
|            | C-1: Příkaz jízdy vpravo před značkou                                 | Přikazuje řidiči ještě před místem, kde je značka umístěna, zabočit vpravo. |
|            | C-2: Příkaz jízdy vpravo za značkou                                   | Přikazuje řidiči na nadcházející křižovatce odbočit vpravo. |
|            | C-3: Příkaz jízdy vlevo před značkou                                  | Přikazuje řidiči ještě před místem, kde je značka umístěna, zabočit vlevo. |
|            | C-4: Příkaz jízdy vlevo za značkou                                    | Přikazuje řidiči na nadcházející křižovatce odbočit vlevo. |
|            | C-5: Příkaz jízdy rovně                                               | Přikazuje řidiči pokračovat v jízdě rovně, bez zabočení kamkoliv. |
|            | C-6: Příkaz jízdy rovně nebo vpravo                                   | Přikazuje řidiči na nadcházející křižovatce jet rovně nebo zabočit vpravo. |
|            | C-7: Příkaz jízdy rovně nebo vlevo                                    | Přikazuje řidiči na nadcházející křižovatce jet rovně nebo zabočit vlevo. |
|            | C-8: Příkaz jízdy vlevo nebo vpravo                                   | Přikazuje řidiči na nadcházející křižovatce zabočit buďto vlevo, nebo vpravo. |
|            | C-9: Příkaz jízdy vpravo od značky                                    | Přikazuje řidiči objet značku zprava. |
|            | C-10: Příkaz jízdy vlevo od značky                                    | Přikazuje řidiči objet značku zleva. |
|            | C-11: Příkaz jízdy vpravo či vlevo od značky                          | Přikazuje řidiči objet značku buďto zleva, nebo zprava. |
|            | C-12: Kruhový objezd                                                  | Oznamuje řidiči vjezd na kruhový objezd a přikazuje zúčastnit se jízdy v kruhovém objezdu. |
|            | C-13: Cesta pro cyklisty                                              | Oznamuje cyklistům vjezd na cestu určenou cyklistům. |
|            | C-13a: Konec cesty pro cyklisty                                       | Oznamuje, že cesta udaná značkou C-13 „Cesta pro cyklisty“ končí. |
|            | C-14: Minimální rychlost                                              | Přikazuje řidiči jet v následujícím úseku silnice rychleji než udanou rychlostí. V případě znázorněné značky se jedná o rychlost 30 km/h. |
|            | C-15: Konec minimální rychlosti                                       | Oznamuje řidiči, že opouští oblast, ve které platil příkaz udaný značkou C-14 „Minimální rychlost“. |
|            | C-16: Cesta pro chodce                                                | Oznamuje chodcům vstup na cestu určenou pouze chodcům. |
|            | C-16a: Konec cesty pro chodce                                         | Oznamuje, že cesta udaná značkou C-16 „Cesta pro chodce“ končí. |
|            | C-17: Přikázaný směr jízdy pro vozidla přepravující nebezpečný náklad | Přikazuje řidičům nákladních vozidel, která přepravují nebezpečný náklad nebo náklad podle speciálních právních předpisů, pokračovat v jízdě směrem udaným na značce. V případě znázorněné značky musí řidiči pokračovat na nadcházející křižovatce odbočením vpravo. |
|            | C-18: Příkaz použití sněhových řetězů                                 | Přikazuje řidiči vjet prostřednictvím vjezdu, u kterého značka stojí, do předem vymezeného územního celku, nebo stranou, u které značka stojí na předem určenou silnici, jen s nasazenými sněhovými řetězy.                                                           |
|            | C-19: Konec příkazu použití sněhových řetězů                          | Oznamuje řidiči, že opouští oblast, ve které platil příkaz udaný značkou C-18 „Příkaz použití sněhových řetězů“. |

Kombinovanou cestu jak pro cyklisty, tak chodce, značí značka, na které je ve vrchní části znázorněn kráčející pár dospělého a dítěte a ve spodní části je znázorněno jízdní kolo.
Pokud je na takové cestě určen jeden pruh pouze pro cyklisty a druhý pruh pouze pro chodce, bude užito varianty značky, na které budou symboly umístěny tak, jak jsou rozmístěny jednotlivé pruhy.

## Informační značky
| Vyobrazení | Číslo a název                                        | Význam, užití a poznámky |
| ---------- | ---------------------------------------------------- | --- |
|            | D-1: Silnice s prioritou                             | Oznamuje řidiči, že jede po hlavní silnici a že je mu dávána přednost vozidly na vedlejších silnicích. |
|            | D-2: Konec silnice s prioritou                       | Oznamuje řidiči, že hlavní silnice končí, tedy na nejbližší nadcházející křižovatce se silnice, po které jede, stane vedlejší silnicí. |
|            | D-3: Jednosměrná silnice                             | Oznamuje řidiči, že vjíždí na jednosměrnou silnici. |
|            | D-4a: Silnice bez křížení                            | Oznamuje řidiči, že vjíždí do slepé uličky. |
|            | D-4b: Vjezd na silnici bez křížení                   | Oznamuje řidiči, vydá-li se směrem udaným na značce, vjede do slepé uličky. V případě znázorněné značky je slepou uličkou ta, která se na nadcházející křižovatce nalézá vpravo. |
|            | D-5: Přednost na zúženém úseku silnice               | Oznamuje řidiči, že může jet silnicí dále za značku, protože naproti jedoucí vozidla mu dávají přednost. |
|            | D-6: Přechod pro chodce                              | Oznamuje řidiči bezprostřední přítomnost přechodu pro chodce. |
|            | D-6a: Přejezd pro cyklisty                           | Oznamuje řidiči bezprostřední přítomnost přejezdu pro cyklisty. |
|            | D-6b: Přechod/přejezd pro chodce i cyklisty          | Oznamuje řidiči bezprostřední přítomnost přechodu pro chodce a přejezdu pro cyklisty. |
|            | D-7: Rychlostní silnice                              | Oznamuje řidiči vjezd na rychlostní silnici. |
|            | D-8: Konec rychlostní silnice                        | Oznamuje řidiči opuštění rychlostní silnice. |
|            | D-9: Dálnice                                         | Oznamuje řidiči vjezd na dálnici. |
|            | D-10: Konec dálnice                                  | Oznamuje řidiči opuštění dálnice. |
|            | D-11: Začátek pruhu pro autobusy                     | Oznamuje řidiči, že na silnici začíná pruh určený pro jízdu výhradně autobusů. V případě znázorněné značky je pruh pro autobusy ten úplně vpravo. |
|            | D-12: Pruh pro autobusy                              | Oznamuje řidiči, že jeden z pruhů na silnici je vyhrazen pro jízdy výhradně autobusů. V případě znázorněné značky je pruh pro autobusy ten úplně vpravo. |
|            | D-13: Začátek pruhu pro pomalu jedoucí vozidla       | Oznamuje řidiči, že na silnici začíná pruh určený pro jízdu pomalých vozidel. V případě znázorněné značky je pruh pro pomalá vozidla ten úplně vpravo, ten vlevo je určen pro rychle jedoucí vozidla, která nesmí jet pomaleji než 30 km/h.                                                                                 |
|            | D-14: Konec jízdního pruhu                           | Oznamuje řidiči, že na silnici končí některý z jízdních pruhů a slučuje se s tím vedle. V případě znázorněné značky je končící pruh ten úplně vpravo a slučuje se s pruhem vlevo. |
|            | D-15: Autobusová zastávka                            | Značí autobusovou zastávku. |
|            | D-16: Trolejbusová zastávka                          | Značí trolejbusovou zastávku. |
|            | D-17: Tramvajová zastávka                            | Značí tramvajovou zastávku. |
|            | D-18: Parkoviště                                     | Značí parkoviště. |
|            | D-18a: Vyhrazené parkoviště                          | Značí vyhrazené parkoviště. |
|            | D-18b: Podzemní parkoviště                           | Značí podzemní parkoviště. |
|            | D-19: Stanoviště taxi                                | Značí stanoviště taxi. |
|            | D-20: Konec stanoviště pro taxi                      | Oznamuje opuštění stanoviště taxi. |
|            | D-21: Nemocnice                                      | Značí nedalekou nemocnici nebo zdravotnické zařízení. |
|            | D-21a: Policie                                       | Značí nedalekou služebnu policie. |
|            | D-22: První pomoc                                    | Značí nedaleké místo, kde lze poskytnout první pomoc. |
|            | D-23: Čerpací stanice                                | Značí nedalekou čerpací stanici. |
|            | D-23a: Čerpací stanice LPG                           | Značí nedalekou čerpací stanici, na které lze načerpat LPG. |
|            | D-24: Telefon                                        | Značí nedaleký veřejný telefon. |
|            | D-25: Pošta                                          | Značí nedaleký poštovní úřad. |
|            | D-26: Autodílna                                      | Značí nedalekou autodílnu. |
|            | D-26a: Pneuservis                                    | Značí nedaleký pneuservis. |
|            | D-26b: Mycí linka                                    | Značí nedaleké místo, kde si může řidič nechat umýt automobil. |
|            | D-26c: Veřejná toaleta                               | Značí nedalekou veřejnou toaletu. |
|            | D-26d: Sprcha                                        | Značí nedalekou veřejnou sprchu či umývárnu. |
|            | D-27: Bufet nebo kavárna                             | Značí nedaleký bufet nebo kavárnu. |
|            | D-28: Restaurace                                     | Značí nedaleké restaurační zařízení. |
|            | D-29: Hotel (motel)                                  | Značí nedaleký hotel nebo motel. |
|            | D-30: Kemping                                        | Značí nedaleký kemping. |
|            | D-31: Kemping pro přívěsná vozidla                   | Značí nedaleký kemping určený mimo jiné také pro přívěsná vozidla. |
|            | D-32: Odpočívadlo                                    | Značí nedaleké místo pro odpočinek a oddech. |
|            | D-33: Mládežnická ubytovna                           | Značí nedalekou mládežnickou ubytovnu. |
|            | D-34: Informace                                      | Značí nedaleké informační středisko či jinou obdobnou instituci. |
|            | D-34a: Rádio                                         | Značí vysílací frekvence, na kterých vysílá celoplošná rozhlasová stanice. V případě znázorněné značky vysílá na frekvencích 89,3 MHz rozhlasová stanice Radio HR3. |
|            | D-35: Podchod                                        | Značí podchod pro chodce. |
|            | D-35a: Podchod s eskalátorem                         | Značí podchod pro chodce, který je přístupný jezdícími schody. |
|            | D-36: Nadchod                                        | Značí nadchod pro chodce. |
|            | D-36a: Nadchod s eskalátorem                         | Značí nadchod pro chodce, který je přístupný jezdícími schody. |
|            | D-37: Tunel                                          | Značí nadcházející tunel. |
|            | D-38: Konec tunelu                                   | Oznamuje řidiči, že opouští tunel. |
|            | D-39: Rychlostní omezení                             | Oznamuje řidiči, jaké jsou platné a závazné rychlostní omezení pro jízdu určených vozidel na určitých místech či silnicích. Většinou se vyskytuje nedaleko státních hranic, ovšem lze se s ní setkat i u vjezdu do ohraničených zón uvnitř státu, ve kterých platí odlišné rychlostní omezení, než na jiných místech státu. |
|            | D-40: Obytná zóna                                    | Oznamuje řidiči vjezd do obytné zóny. |
|            | D-41: Konec obytné zóny                              | Oznamuje řidiči, že opouští obytnou zónu. |
|            | D-42: Zastavěné území                                | Oznamuje řidiči vjezd do obce, osady, města, vesnice či jiného sídelního celku. |
|            | D-43: Konec zastavěného území                        | Oznamuje řidiči, že opouští sídelní celek udaný značkou D-42 „Zastavěné území“. |
|            | D-44: Parkovací zóna                                 | Oznamuje řidiči vjezd do parkovací zóny. Text na značce: Placené parkování od 7:00 do 21:00 |
|            | D-45: Konec parkovací zóny                           | Oznamuje řidiči, že opouští parkovací zónu. |
|            | D-46: Účelová komunikace                             | Oznamuje řidiči vjezd na účelovou komunikaci. |
|            | D-47: Konec účelové komunikace                       | Oznamuje řidiči, že opouští účelovou komunikaci. |
|            | D-48: Změna přednosti v jízdě                        | Oznamuje řidiči, že na rozdíl od dříve platné přednosti v jízdě bude v následujícím úseku silnice platit jiný způsob udělování přednosti v jízdě. Znázorněná značka řidiči oznamuje, že dosud hlavní silnice bude na nejbližší nadcházející křižovatce vedlejší silnicí.                                                    |
|            | D-49: Mýtnice                                        | Oznamuje řidiči příjezd k mýtné bráně. |
|            | D-50: Nouzová odstavná plocha                        | Značí nedalekou plochu, kterou může řidič využít k nouzovému zastavení. |
|            | D-51: Kontrola rychlosti                             | Značí, že v následujícím úseku silnice probíhá kontrola dodržování rychlostních omezení. |
|            | D-51a: Automatické úsekové měření rychlosti          | Značí, že v následujícím úseku silnice probíhá kontrola dodržování rychlostních omezení. |
|            | D-51b: Konec automatického úsekové měření rychlosti. | |
|            | D-52: Dopravní zóna                                  | Používá se na účelových komunikacích k připomenutí, že zde stále platí stejná pravidla silničního provozu jako na veřejných komunikacích. |
|            | D-53: Konec dopravní zóny                            | |
|            | D-54: Zóna čisté dopravy                             | |
|            | D-55: Konec zóny čisté dopravy                       | |

## Směrové a obecní značky
| Vyobrazení | Číslo a název                                                                | Význam, užití a poznámky |
| ---------- | ---------------------------------------------------------------------------- | --- |
|            | E-1: Předkřižovatková návěst                                                 | Znázorňuje cíle jednotlivých větví nadcházející křižovatky. |
|            | E-1a: Předkřižovatková návěst na dálnici                                     | Znázorňuje cíle jednotlivých větví nadcházející křižovatky na dálnici. |
|            | E-1b: Předkřižovatková návěst před vjezdem na dálnici                        | Znázorňuje cíle jednotlivých větví nadcházející křižovatky, kde alespoň jedna z nich vede přímo na dálnici.                                                                   |
|            | E-2a: Směrová tabule umístěná vedle silnice                                  | Navádí řidiče do směru k jeho požadovanému cíli. |
|            | E-2b: Směrová tabule umístěná nad silnicí                                    | Navádí řidiče do směru k jeho požadovanému cíli. |
|            | E-2c: Směrová tabule umístěná vedle dálnice                                  | Navádí řidiče do směru k jeho požadovanému cíli. |
|            | E-2d: Směrová tabule umístěná nad dálnicí                                    | Navádí řidiče do směru k jeho požadovanému cíli. |
|            | E-2e: Směrová tabule umístěná vedle silnice před vjezdem na dálnici.         | Navádí řidiče do směru k jeho požadovanému cíli. |
|            | E-2f: Směrová tabule umístěná nad silnicí před vjezdem na dálnici.           | Navádí řidiče do směru k jeho požadovanému cíli. |
|            | E-3: Směrovka ve tvaru šipky navádějící do obce s číslem tam vedoucí silnice | Navádí řidiče k jízdě po udané silnici a do udaného směru pro pokračování v cestě do jeho požadovaného cíle.                                                                  |
|            | E-4: Směrovka ve tvaru šipky navádějící do obce s udanou vzdáleností od ni   | Navádí řidiče k jízdě do udaného směru pro pokračování v cestě do jeho požadovaného cíle a informuje ho o vzdálenosti k němu v km.                                            |
|            | E-5: Směrovka do městské čtvrti                                              | Navádí řidiče do směru k jeho požadovanému cíli v podobě městské čtvrti. |
|            | E-5a: Směrovka do centra                                                     | Navádí řidiče do směru k centru obce. |
|            | E-6: Směrovka na letiště                                                     | Navádí řidiče do směru k místnímu letišti. |
|            | E-6a: Směrovka k nádraží nebo železniční zastávce                            | Navádí řidiče do směru k místnímu nádraží či železniční stanici. |
|            | E-6b: Směrovka k autobusovému nádraží                                        | Navádí řidiče do směru k místnímu autobusovému nádraží. |
|            | E-6c: Směrovka k trajektovému přístavu                                       | Navádí řidiče do směru k místnímu trajektovému přístavu. |
|            | E-7: Směrovka k přístavu                                                     | Navádí řidiče do směru k místnímu lodnímu přístavu a informuje ho o vzdálenosti k němu.                                                                                       |
|            | E-8: Směrovka k pláži či místu na koupání                                    | Navádí řidiče do směru k místní pláži či jinému místu určeného pro koupání.                                                                                                   |
|            | E-9: Směrovka do muzea                                                       | Navádí řidiče do směru k místnímu muzeu. |
|            | E-10: Směrovka ke kulturní památce                                           | Navádí řidiče do směru k místní kulturní památce. |
|            | E-11: Směrovka ke přírodní památce                                           | Navádí řidiče do směru k místní přírodní památce a informuje ho o vzdálenosti k ni.                                                                                           |
|            | E-12: Směrovka na výhledové místo                                            | Navádí řidiče do směru k místnímu výhledovému místu a informuje ho o vzdálenosti k němu.                                                                                      |
|            | E-12a: Směrovka ke cyklotrase                                                | Navádí řidiče do směru k místní cyklotrase a informuje ho o vzdálenosti k ni.                                                                                                 |
|            | E-13: Vzdálenostní tabule                                                    | Informuje řidiče o vzdálenostech k vybraným cílům. |
|            | E-14: Vzdálenostní tabule silnice                                            | Informuje řidiče o vzdálenostech k vybraným cílům silnice, po které jede. |
|            | E-14a: Vzdálenostní tabule na dálnici                                        | Informuje řidiče o vzdálenostech k vybraným cílům dálnice, po které jede. |
|            | E-15a: Číselník státní silnice                                               | Informuje řidiče o tom, po které státní silnici jede. |
|            | E-15b: Číselník vojvodské silnici                                            | Informuje řidiče o tom, po které vojvodské silnici jede. |
|            | E-15c: Číselník dálnice                                                      | Informuje řidiče o tom, po které dálnici jede. |
|            | E-15d: Číselník rychlostní silnice                                           | Informuje řidiče o tom, po které rychlostní silnici jede. |
|            | E-15e: Číselník vojvodské silnici s váhovým omezením                         | Informuje řidiče o tom, po které vojvodské silnici jede a dále ho informuje o tom, že po této silnici nesmí jet vozidla s celkovou hmotností včetně nákladu vyšší než 10 tun. |
|            | E-16: Číselník mezinárodní silnice                                           | Informuje řidiče o tom, po které mezinárodní silnici jede. |
|            | E-17a: Obec                                                                  | Informuje řidiče o tom, že vjel na katastr obce, jejíž název je uveden na tabulce.                                                                                            |
|            | E-18a: Konec obce                                                            | Informuje řidiče, že opouští uvedenou obec. |
|            | E-19a: Obchvat                                                               | Navádí řidiče do směru k místnímu obchvatu. |
|            | E-20: Tabule dálničního výjezdu                                              | Informuje řidiče o nadcházejícím výjezdu z dálnice a vzdálenosti k němu. |
|            | E-21: Místní část                                                            | Informuje řidiče o tom, že vjíždí o místní části (městské čtvrti či nějaké oblastního celku) nesoucí název uvedený na tabulce.                                                |
|            | E-22a: Automobilová turistická stezka                                        | Navádí řidiče do směru k místní automobilové turistické stezce. |
|            | E-22b: Lokace na automobilové turistické stezce                              | Navádí řidiče k některé z lokací na místní automobilové turistické stezce. |
|            | E-22c: Návěst turistického místa                                             | Informuje o nedalekém turistickém místě. |

## Doplňkové značky
| Vyobrazení | Číslo a název                                                         | Význam, užití a poznámky |
| ---------- | --------------------------------------------------------------------- | --- |
|            | F-1: Hraniční přechod                                                 | Informuje o hraničním přechodu. Text na značce: Polská republika, Hraniční přechod, Świecko (obec) |
|            | F-2: Překročení hranice zakázáno                                      | Informuje o státní hranici a oblasti, kde je její překračování zakázáno. Text na značce: Polská republika, Státní hranice, Překračování zakázáno |
|            | F-2a: Státní hranice                                                  | Informuje o státní hranici. Text na značce: Polská republika, Státní hranice |
|            | F-3: Hranice správní oblasti                                          | Značí hranici mezi správními oblastmi. Text na značce: Slezské vojvodství, Čenstochovský okres, Obec Kruszyna |
|            | F-4: Název řeky                                                       | Oznamuje název řeky či jiného vodního toku, který protéká vedle nebo pod silnicí. V případě znázorněné značky řeka Visla. |
|            | F-5: Návěst zákazu                                                    | Informuje o nadcházejícím zákazu. V případě znázorněné značky je řidič informován o tom, že 700 m od místa, kde je značka umístěna mají vozidla těžší sedmi tun včetně nákladu zakázán vjezd. |
|            | F-6: Varovná návěst umísťovaná před křižovatku                        | Informuje o nadcházející křižovatce, kde na alespoň jedné z větví je bezprostředně platný nějaký zákaz, nějaké omezení či nějaké nebezpečí. V případě znázorněné značky je řidič upozorňován na to, že na další křižovatce vede pravá větev na bezprostředně umístěný železniční přejezd bez závor.                                                                |
|            | F-7: Způsob jízdy v souvislosti se zákazem odbočování vlevo           | Řidiče, kteří chtějí jet do ulice, kam vede znázorněná šipka, navádí na nejkratší možnou trasu, kterou mohou do ulice jet, protože přímé zatočení je zakázáno. |
|            | F-8: Objížďka v souvislosti s uzavírkou silnice                       | Řidiče, kteří chtějí jet do nahoře uvedeného cíle, navádí na nejkratší možnou objízdnou trasu, kterou se do cíle dostanou, protože obvyklá trasa je uzavřená. V případě znázorněné značky řidiči, kteří chtějí jet do Varšavy se musí vydat z A-města do B-vsi, odtamtud do C-vsi a přes D-město se dostanou do Varšavy, místo obvyklé trasy z A-města do D-města. |
|            | F-9: Vodící značka k objížďce                                         | Navádí řidiče k objízdné trase. |
|            | F-10: Směry jízdních pruhů                                            | Značí směry, kam se mají vydat vozidla prostřednictvím jednotlivých pruhů. |
|            | F-11: Směr jízdního pruhu                                             | Značí směr, kam se mají vydat vozidla v příslušném jízdním pruhu. |
|            | F-12: Označení tranzitního obchvatu umístěné před křižovatkou         | Navádí řidiče nákladních vozidel s udanou hmotností včetně nákladu (v případě znázorněné značky 3,5 tuny) na tranzitní obchvat. |
|            | F-13: Tranzitní obchvat                                               | Značí tranzitní obchvat. |
|            | F-14a: Dálniční návěst umístěná 300 m před výjezdovým pruhem          | Informuje řidiče na dálnici, že 300 metrů od místa, kde je značka umístěna začíná výjezdový pruh pro nejbližší dálniční výjezd. |
|            | F-14b: Dálniční návěst umístěná 200 m před výjezdovým pruhem          | Informuje řidiče na dálnici, že 200 metrů od místa, kde je značka umístěna začíná výjezdový pruh pro nejbližší dálniční výjezd. |
|            | F-14c: Dálniční návěst umístěná 100 m před výjezdovým pruhem          | Informuje řidiče na dálnici, že 100 metrů od místa, kde je značka umístěna začíná výjezdový pruh pro nejbližší dálniční výjezd. |
|            | F-15: Asymetrické rozložení silnice vzhledem k opačnému směru provozu | Informuje řidiče o rozložení jednotlivých jízdních pruhů na silnici s přihlédnutím na rozložení jízdních pruhů pro opačný směr jízdy. |
|            | F-16: Konec jízdního pruhu na obousměrné silnici                      | Informuje řidiče o tom, že některý z jízdních pruhů na silnici udané značkou F-15 „Asymetrické rozložení silnice vzhledem k opačnému směru provozu“ končí a slučuje se s některým z dalších pruhů. |
|            | F-17: Konec jízdního pruhu na jednosměrné silnici                     | Informuje řidiče o tom, že některý z jízdních pruhů na jednosměrné silnici končí. |
|            | F-18: Pruh opačného směru pro vybraná vozidla                         | Informuje řidiče, že některý z pruhů pro opačný směr jízdy na silnici udané značkou F-15 „Asymetrické rozložení silnice vzhledem k opačnému směru provozu“ je určen pro jízdu pouze vybraného druhu vozidel. |
|            | F-19: Jízdní pruh pro vybraná vozidla                                 | Informuje řidiče, že některý z jízdních pruhů na silnici je určen pro jízdu pouze vybraného druhu vozidel. |
|            | F-20: Jízdní pruh určený pro vybraná vozidla                          | Informuje řidiče, že příslušný jízdní pruh je určen pro jízdu pouze vybraného druhu vozidel. |
|            | F-21: Provoz sveden na vedlejší část silnice                          | Informuje řidiče o tom, že provoz na jedné části silnice je sveden na druhou část silnice, například při opravě silnice. |
|            | F-22: Omezení v jízdním pruhu                                         | Informuje řidiče o tom, že v některém z jízdních pruhů platí omezení provozu. V případě znázorněné značky nesmí pruh úplně vlevo užít řidiči vozidel širších než dva metry. |

## Doplňkové tabulky k dopravnímu značení
| Vyobrazení | Číslo a název | Význam, užití a poznámky |
| ---------- | --- | --- |
|            | T-1: Tabulka označující vzdálenost výstražné značky od nebezpečného místa | Umísťuje se pod výstražné značky. Informuje řidiče o tom, jak vzdálené je místo, ke kterému se výstražná značka vztahuje od místa, kde je značka umístěna. |
|            | T-1a: Tabulka označující vzdálenost informační značky od začátku (konce) silnice, cesty nebo jízdního pruhu                                                                                  | Umísťuje se pod informační značky. Informuje řidiče o tom, jak vzdálené je místo, kde začíná či končí silnice, cesta či jízdní pruh, ke kterému se informační značka vztahuje, od místa, kde je značka umístěna. |
|            | T-1b: Tabulka označující délku tunelu nebo vzdálenost ke konci tunelu | Umísťuje se pod značku D-37 „Tunel“ a řidiče informuje o délce příslušného tunelu nebo vzdálenosti k jeho konci. |
|            | T-2: Tabulka označující délku úseku silnice, na který se vztahuje opakované či stávající nebezpečí                                                                                           | Umísťuje se pod výstražné značky. Informuje řidiče o délce úseku silnice, pro který platí nebezpečí, ke kterému se výstražná značka vztahuje. |
|            | T-3: Tabulka označující konec úseku silnice, na který se vztahovalo opakované či stávající nebezpečí                                                                                         | Na konci úseku udaného značkou T-2 „Tabulka znázorňující délku úseku silnice, na který se vztahuje opakované či stávající nebezpečí“ označuje konec takového úseku. |
|            | T-3a: Tabulka označující konec místa určeného pro parkování | Označuje konec parkoviště. |
|            | T-4: Tabulka označující počet zatáček | Umísťuje se pod jednu ze značek A-3 či A-4 a označuje počet zatáček, které následují. |
|            | T-5: Tabulka označující začátek klikaté silnice | Označuje začátek silnice, která se klikají tak moc, že je v podstatě zbytečné počet zatáček a záboček na ni počítat a uvádět na značku T-4 „Tabulka označující počet zatáček“. |
|            | T-6a: Tabulka znázorňující skutečný směr prioritní (hlavní) silnice v rámci křižovatky (varianta umísťovaná na hlavní silnici)                                                               | Znázorňuje skutečný tvar nadcházející křižovatky, přičemž tlustější čára značí hlavní silnici a zbývající slabší čárky značí jednotlivé vedlejší větve křižovatky. |
|            | T-6b: Tabulka znázorňující rozvětvený silniční systém (varianta umísťovaná na hlavní silnici)                                                                                                | Znázorňuje skutečný tvar nadcházející křižovatky, přičemž tlustější čára značí hlavní silnici a zbývající slabší čárky značí jednotlivé vedlejší větve křižovatky. |
|            | T-6c: Tabulka znázorňující skutečný směr prioritní (hlavní) silnice v rámci křižovatky (varianta umísťovaná na vedlejší silnici)                                                             | Znázorňuje skutečný tvar nadcházející křižovatky, přičemž tlustější čára značí hlavní silnici a zbývající slabší čárky značí jednotlivé vedlejší větve křižovatky. |
|            | T-6d: Tabulka znázorňující rozvětvený silniční systém (varianta umísťovaná na vedlejší silnici)                                                                                              | Znázorňuje skutečný tvar nadcházející křižovatky, přičemž tlustější čára značí hlavní silnici a zbývající slabší čárky značí jednotlivé vedlejší větve křižovatky. |
|            | T-7: Tabulka znázorňující rozložení železniční tratě a silnice | Znázorňuje skutečný tvar nadcházejícího železničního přejezdu. Tlustější čára značí silnici, slabší čáry značí jednotlivé kolejnice. |
|            | T-8: Tabule označující místo, kde je provoz vozidel sveden na tramvajový pás | Oznamuje řidiče o místě, kde je silniční provoz sveden ze silnice na tramvajový pás. |
|            | T-9: Tabule oznamující skutečný sklon svahu nebo stoupání silnice | Umísťuje se pod jednu ze značek A-22 či A-23 a označuje v procentech skutečný sklon vozovky vůči okolnímu terénu. |
|            | T-10: Tabulka označující železniční vlečku či jinou obdobnou trať | Tabulka označuje železniční přejezd s železniční vlečkou, průmyslovou dráhou či důlní dráhou. |
|            | T-11: Tabulka označující trajektovou přepravu | Tabulka označuje místo, kde probíhá naloďování na trajekt. |
|            | T-12: Tabulka značící podélnou trhlinu v silnici | Informuje řidiče o úseku silnice, na které se nalézá (jedna) nebo nalézají (více) podélných trhlin, které mohou ohrozit bezpečnost silničního provozu. Text na značce: Podélné poškození |
|            | T-13: Tabulka značící úsek silnice, kde dochází k deformaci vozovky ve formě vyjetých kolejí                                                                                                 | Informuje řidiče o úseku silnice, na které se nalézají vyjeté koleje, které mohou ohrozit bezpečnost silničního provozu. Text na značce: Vyjeté koleje |
|            | T-14: Tabulka značící místo častých nehod povahy znázorněné na tabulce | Varianta T-14 znázorňuje místo častých nehod, při kterých dochází k čelní srážce chodců silničními vozidly. Text na značce: Nehody |
|            | T-14a: Tabulka značící místo častých nehod povahy znázorněné na tabulce | Varianta T-14a znázorňuje místo častých nehod, při kterých dochází k zadním srážkám silničních vozidel. Text na značce: Nehody |
|            | T-14b: Tabulka značící místo častých nehod povahy znázorněné na tabulce | Varianta T-14b znázorňuje místo častých nehod, při kterých dochází k čelním srážkám silničních vozidel. Text na značce: Nehody |
|            | T-14c: Tabulka značící místo častých nehod povahy znázorněné na tabulce | Varianta T-14c znázorňuje místo častých nehod, při kterých dochází k čelním nebo bočním srážkám silničních vozidel s tramvajemi. Text na značce: Nehody |
|            | T-14d: Tabulka značící místo častých nehod povahy znázorněné na tabulce | Varianta T-14d znázorňuje místo častých nehod, při kterých dochází k bočním srážkám silničních vozidel s vlaky. Text na značce: Nehody |
|            | T-15: Tabulka značící místo častých nehod způsobených kluzkým povrchem vozovky v důsledku srážek                                                                                             | Znázorňuje místo častých nehod, na kterém dochází k nehodám v důsledku skluzu vozidel po kluzké vozovce, která bývá často namoklá kvůli dešťovým (nebo sněhovým) přeháňkám. Text na značce: Nehody |
|            | T-16: Tabulka značící výjezd vozidel znázorněných na tabulce, kterým musí být dána přednost                                                                                                  | Znázorňuje místo, na kterém se nalézá výjezd hasičů. Když hasiči prostřednictvím výjezdu vyjíždějí, všechna ostatní vozidla jim musí v nutné míře poskytnout přednost a prostor pro zařazení se do provozu na silnici. Text na značce: Výjezd |
|            | T-16a: Tabulka značící výjezd vozidel znázorněných na tabulce, kterým musí být dána přednost                                                                                                 | Znázorňuje místo, na kterém se nalézá výjezd záchranné služby. Když záchranná služba prostřednictvím výjezdu vyjíždí, všechna ostatní vozidla ji musí v nutné míře poskytnout přednost a prostor pro zařazení se do provozu na silnici. Text na značce: Výjezd |
|            | T-17: Tabulka značící státní hranici | Doplňková tabulka značící státní hranici. |
|            | T-18: Tabulka značící neočekávanou změnu směru jízdy podle vzoru znázorněného na tabulce | Řidiči oznamuje jinak neočekávatelnou změnu ve způsobu nebo směru jízdy, či způsobu objíždění. Způsob jakým má řidič jet je znázorněn šipkou. V případě znázorněné značky řidič objíždí nějaký objekt na silnici zleva. |
|            | T-19: Tabulka značící malování vodorovného dopravního značení | Řidiči oznamuje, že v následujícím úseku silnice probíhá výmalba vodorovného dopravního značení. Text na značce: Malování pásů |
|            | T-20: Tabulka značící délku úseku silnice, na který se vztahuje zákaz | Umísťuje se pod zákazové značky. Řidiči oznamuje, jak dlouhý je úsek silnice, pro který je zákazová značka platná. |
|            | T-21: Tabulka značící vzdálenost značky od místa, kde platí zákaz | Umísťuje se pod zákazové značky. Řidiči oznamuje, jak daleko od značky se nalézá místo, ke kterému se zákazová značka vztahuje. |
|            | T-22: Mimo cyklistů | Umisťuje se pod zákazové značky a říká, že se příslušný zákaz nevztahuje na cyklisty na jízdním kole. |
|            | T-23a: Tabulka pojednávající o motocyklech | Umisťuje se pod zákazové či příkazové značky a říká, že se příslušný zákaz/příkaz vztahuje na motocykly. |
|            | T-23b: Tabulka pojednávající o nákladních vozidlech, speciálních vozidlech, vozidlech používaných pro zvláštní účely s maximální přípustnou hmotností vyšší než 3,5 tuny a silniční traktory | Umisťuje se pod zákazové či příkazové značky a říká, že se příslušný zákaz/příkaz vztahuje na nákladní vozidla, speciální vozidla, vozidla používaná pro zvláštní účely s maximální přípustnou hmotností vyšší než 3,5 tuny a silniční traktory. |
|            | T-23c: Tabulka pojednávající o zemědělských traktorech a pomalu jedoucích vozidlech | Umisťuje se pod zákazové či příkazové značky a říká, že se příslušný zákaz/příkaz vztahuje na zemědělské traktory a pomalu jedoucí vozidla. |
|            | T-23d: Tabulka pojednávající o motorových vozidlech s přívěsem, kromě vozidel s přívěsem s jednou nápravou nebo návěsem                                                                      | Umisťuje se pod zákazové či příkazové značky a říká, že se příslušný zákaz/příkaz vztahuje na motorová vozidla s přívěsem, kromě vozidel s přívěsem s jednou nápravou nebo návěsem |
|            | T-23e: Tabulka pojednávající o vozidlech s karavany | Umisťuje se pod zákazové či příkazové značky a říká, že se příslušný zákaz/příkaz vztahuje na vozidla, za který je zapřažen karavan. |
|            | T-23f: Tabulka pojednávající o autobusech | Umisťuje se pod zákazové či příkazové značky a říká, že se příslušný zákaz/příkaz vztahuje na autobusy. |
|            | T-23g: Tabulka pojednávající o trolejbusech | Umisťuje se pod zákazové či příkazové značky a říká, že se příslušný zákaz/příkaz vztahuje na trolejbusy. |
|            | T-23h: Tabulka pojednávající o vozidlech přepravujících nebezpečný náklad | Umisťuje se pod zákazové či příkazové značky a říká, že se příslušný zákaz/příkaz vztahuje na vozidla přepravující nebezpečný náklad. |
|            | T-23i: Tabulka pojednávající o vozidlech přepravujících hořlavý či výbušný náklad | Umisťuje se pod zákazové či příkazové značky a říká, že se příslušný zákaz/příkaz vztahuje na vozidla přepravující hořlavý či výbušný náklad. |
|            | T-23j: Tabulka pojednávající o vozidlech přepravujících náklad, který může znečistit vodu | Umisťuje se pod zákazové či příkazové značky a říká, že se příslušný zákaz/příkaz vztahuje na vozidla přepravující náklad, který může znečistit vodu. |
|            | T-24: Tabulka oznamující, že odstavené vozidlo bude na náklady vlastníka odtaženo | Označuje místo, na kterém, pokud řidič nechá zaparkované auto, bude odtahovou službou odtaženo a náklady na odtah budou požadovány po vlastníkovi vozidla. |
|            | T-25a: Tabulka značící začátek zákazu zastavení nebo stání | Umísťuje se pod jednu ze značek A-35 až A-38 a označuje začátek úseku, pro který platí zákaz zastavení nebo stání udaný příslušnou značkou. |
|            | T-25b: Tabulka značící pokračování zákazu zastavení nebo stání | Umísťuje se pod jednu ze značek A-35 až A-38 a označuje pokračování úseku, pro který platí zákaz zastavení nebo stání udaný příslušnou značkou. Značka spolu s touto tabulkou se umisťují na taková místa v rámci úseku se zákazem zastavení/stání, kde například do úseku připojuje nějaká větev v úseku umístěné křižovatky a řidiči vozidel přijíždějících z takové větve křižovatky by nemohli vědět, že do takového úseku právě vjeli. |
|            | T-25c: Tabulka značící konec zákazu zastavení nebo stání | Umísťuje se pod jednu ze značek A-35 až A-38 a označuje konec úseku, pro který platí zákaz zastavení nebo stání udaný příslušnou značkou. |
|            | T-26: Tabulka značící, že se zákaz zastavení nebo stání týká strany silnice | Umísťuje se pod jednu ze značek A-35 až A-38 a podélně označuje kraj silnice, u kterého platí zákaz zastavení nebo stání udaný příslušnou značkou. |
|            | T-27: Tabulka značící, že nadcházející přechod pro chodce je frekventovaně užíván dětmi | Označuje přechod pro chodce, který je ve velké a dosti často, ne-li stále, užíván dětmi jako jedinci či skupinami dětí. Řidiči by měli přizpůsobit rychlost dané situaci. |
|            | T-28: Tabulka značící silnici, za jejíž užití se účtuje mýtné | Označuje začátek silnici, za jejíž užití musí řidič uhradit částku na mýtném. Text na značce: Placená |
|            | T-28a: Tabulka značící konec silnice, za jejíž užití se účtuje mýtné | Označuje, že řidič opouští silnici udanou značkou T-28 „Tabulka značící silnici, za jejíž užití se účtuje mýtné“. |
|            | T-29: Tabulka značící místo určené pro motorové vozidlo osoby uvedené v článku 8, ustanovení 1 a 2 příslušného zákona                                                                        | Označuje místo určené pouze pro motorová vozidla takových osob, které jsou vyjmenovány v článku 8, ustanovení 1 a 2 polského zákona o silničním provozu. |
|            | T-30: Tabulka znázorňující, jak má být vozidlo zaparkováno vzhledem k okraji vozovky | Varianta T-30 znázorňuje místo, kde řidiči parkují podélně na kraji chodníku. |
|            | T-30b: Tabulka znázorňující, jak má být vozidlo zaparkováno vzhledem k okraji vozovky | Varianta T-30b znázorňuje místo, kde řidiči parkují kolmě na kraji chodníku. |
|            | T-30c: Tabulka znázorňující, jak má být vozidlo zaparkováno vzhledem k okraji vozovky | Varianta T-30c znázorňuje místo, kde řidiči parkují příčně na kraji chodníku. |
|            | T-30d: Tabulka znázorňující, jak má být vozidlo zaparkováno vzhledem k okraji vozovky | Varianta T-30d znázorňuje místo, kde řidiči parkují kolmě takovým způsobem, že přední částí stojí na chodníku a zbytkem vozidla na silnici. |
|            | T-30e: Tabulka znázorňující, jak má být vozidlo zaparkováno vzhledem k okraji vozovky | Varianta T-30e znázorňuje místo, kde řidiči parkují příčně na kraji chodníku takovým způsobem, že přední částí stojí na chodníku a zbytkem vozidla na silnici. |
|            | T-30f: Tabulka znázorňující, jak má být vozidlo zaparkováno vzhledem k okraji vozovky | Varianta T-30f znázorňuje místo, kde řidiči parkují kolmě přičemž stojí na kraji silnice. |
|            | T-30g: Tabulka znázorňující, jak má být vozidlo zaparkováno vzhledem k okraji vozovky | Varianta T-30g znázorňuje místo, kde řidiči parkují příčně přičemž stojí na kraji silnice. |
|            | T-31: Tabulka značící kategorii tunelu | Označuje jaké je následující tunel kategorie vzhledem ke zvláštnímu právnímu předpisu Evropské unie. |
|            | T-32: Tabulka určující minimální vzdálenost od vozidla jedoucího vepředu | Řidiči říká, jak velký má udržovat odstup od vozidla, které jede před ním. V případě znázorněné značky se jedná o odstup pěti metrů. |
|            | T-33: Tabulka informující o nedalekém nouzovém telefonu a hasicím přístoji | Označuje nedaleké místo, kde se nalézá nouzový telefon a hasicí přístroj. |
|            | T-34: Tabulka značící výběr elektronického mýtného pro veřejné cestování po silnici | Označuje místo, kde probíhá výběr elektronického mýtného od veřejnosti pro cestování na příslušné silnici. |

## Další značky
Tyto značky nespadají do žádné z výše umístěných kategorií:

### Značky u železničního přejezdu
| Vyobrazení | Číslo a název                                                             | Význam, užití a poznámky |
| ---------- | ------------------------------------------------------------------------- | --- |
|            | G-1a: Návěstní sloupek s třemi čárami umístěný po pravé straně silnice    | Značí, že 240 metrů od místa, kde se značka nalézá je umístěn železniční přejezd. Varianta umisťovaná po pravé straně silnice.                                     |
|            | G-1b: Návěstní sloupek s dvěma čárami umístěný po pravé straně silnice    | Značí, že 160 metrů od místa, kde se značka nalézá je umístěn železniční přejezd. Varianta umisťovaná po pravé straně silnice.                                     |
|            | G-1c: Návěstní sloupek s jednou čárou umístěný po pravé straně silnice    | Značí, že 80 metrů (v opodstatněných případech i blíže) od místa, kde se značka nalézá je umístěn železniční přejezd. Varianta umisťovaná po pravé straně silnice. |
|            | G-1d: Návěstní sloupek s třemi čárami umístěný po levé straně silnice     | Značí, že 240 metrů od místa, kde se značka nalézá je umístěn železniční přejezd. Varianta umisťovaná po levé straně silnice.                                      |
|            | G-1e: Návěstní sloupek s dvěma čárami umístěný po levé straně silnice     | Značí, že 160 metrů od místa, kde se značka nalézá je umístěn železniční přejezd. Varianta umisťovaná po levé straně silnice.                                      |
|            | G-1f: Návěstní sloupek s jednou čárou umístěný po levé straně silnice     | Značí, že 80 metrů (v opodstatněných případech i blíže) od místa, kde se značka nalézá je umístěn železniční přejezd. Varianta umisťovaná po levé straně silnice.  |
|            | G-2: Rozvodná elektrická síť                                              | Umisťuje se u míst, kudy vedou elektrické dráty. Text na značce: Nedotýkejte se trakčních vodičů! Životu nebezpečné!                                               |
|            | G-3: Kříž sv. Ondřeje umísťovaný před jednokolejným železničním přejezdem | Značí, že se bezprostředně za značkou nalézá jednokolejný železniční přejezd.                                                                                      |
|            | G-4: Kříž sv. Ondřeje umísťovaný před vícekolejným železničním přejezdem  | Značí, že se bezprostředně za značkou nalézá vícekolejný železniční přejezd.                                                                                       |

### Značky pro tramvajový provoz
| Vyobrazení | Číslo a název                        | Význam, užití a poznámky |
| ---------- | ------------------------------------ | --- |
|            | AT-1: Semafory                       | Informuje řidiče tramvají o tom, že provoz na nadcházejícím místě je řízen semaforem.                                                        |
|            | AT-2: Tramvají řízené semafory       | Informuje řidiče tramvají o tom, že automobilový provoz na nadcházejícím místě je řízen semaforem, ovšem semafor je řízen provozem tramvají. |
|            | AT-3: Nebezpečné klesání kolejí      | Informuje řidiče tramvají o následujícím úseku, který pod nebezpečným sklonem klesá dolu.                                                    |
|            | AT-4: Nebezpečné stoupání kolejí     | Informuje řidiče tramvají o následujícím úseku, který pod nebezpečným sklonem stoupá nahoru.                                                 |
|            | AT-5: Křižovatkový provoz            | Přikazuje řidiči tramvaje dát přednost provozu na křižovatce.                                                                                |
|            | BT-1: Rychlostní omezení             | Informuje řidiče tramvají o rychlostním omezení.                                                                                             |
|            | BT-2: Konec rychlostního omezení     | Informuje řidiče tramvají o konci úseku, ve kterém platilo rychlostní omezení udané značkou BT-1 „Rychlostní omezení“.                       |
|            | BT-3: Zamknutá výhybka               | |
|            | BT-4: Výhybka řízená z jediné strany | |